# Folkärna folkbank
Folkärna folkbank grundades den 18 juni 1868.
Styrelsen bestod då av Carl Carlsson (Backa), Carl Wallenström, Johan Berglund (Utsund), Anders Andersson (Sörbäck), Johan Anderson (Ludvigsnäs) och Erik Albert Eriksson (Fors)
Folkbanken övertogs av Upplands enskilda bank år 1913, som efter det hade ett avdelningskontor i Folkärna. Bland annat denna bank är i dag en del av Nordea.